# Emmanuel Olisadebe
Emmanuel Olisadebe (* 22. Dezember 1978 in Warri, Nigeria) ist ein ehemaliger nigerianischer Fußballspieler, der nach dem zusätzlichen Erwerb der polnischen Staatsangehörigkeit in die polnische  Nationalelf berufen wurde.

## Karriere
Olisadebe kam 1997 aus Nigeria nach Polen. Er trainierte zunächst zur Probe bei Wisła Krakau und Ruch Chorzów, bevor er einen Vertrag bei Polonia Warschau unterschrieb. In seiner ersten Saison hatte er noch mit Startschwierigkeiten zu kämpfen und schoss nur ein Tor. Er beklagte rassistische Reaktionen des Publikums. In der Saison 1999/2000 war er aber bereits einer der besten Spieler der Ekstraklasa und hatte maßgeblichen Anteil am Gewinn der Meisterschaft durch Polonia.
2000 verlieh ihm Staatspräsident Aleksander Kwaśniewski in einem Verfahren außerhalb der üblichen Einbürgerung die polnische Staatsbürgerschaft, und Olisadebe spielte sogleich als erster dunkelhäutiger Spieler in der Geschichte des polnischen Fußballs für die Nationalmannschaft. Mit seinen Toren hatte er maßgeblichen Anteil an der ersten Qualifikation Polens seit 1986 für die Fußball-Weltmeisterschaft 2002 in Japan und Südkorea. Er spielte sich damit schnell in die Herzen der polnischen Fans und wurde 2001 auch der erste schwarze Fußballer des Jahres in Polen.
Sein Auftritt bei der Weltmeisterschaft war weniger erfolgreich. Polen schied bereits in der Vorrunde aus. Olisadebe schoss lediglich ein Tor beim einzigen Sieg über die USA. Olisadebe war bereits vor der WM im Jahr 2001 zum griechischen Erstligisten Panathinaikos Athen gewechselt. Dort konnte er sowohl in der griechischen Liga wie auch in der Champions League glänzen. Er gewann 2004 das Double und gehörte zu den Publikumslieblingen. Im Januar 2006 wechselte Olisadebe zum englischen Erstligisten FC Portsmouth, wo er sich allerdings nicht durchsetzen konnte. Im August 2006 kehrte er nach Griechenland zurück zu AO Xanthi, kam allerdings nach einem Streit mit dem Vereinspräsidenten nicht mehr zum Einsatz und wechselte wieder den Verein.
Von 2007 bis 2008 spielte er beim zyprischen Verein APOP Kinyras Peyias. Im April 2008 unterschrieb Olisadebe einen Vertrag beim chinesischen Erstligisten Henan Construction FC (auch als Henan Jianye FC bezeichnet). Hier spielte er drei Saisons, bis Ende 2010 sein Vertrag auslief und nicht verlängert wurde. Zur Saison 2011/2012 heuerte er beim griechischen Zweitligisten Vyzas FC Megaron an. Er kam jedoch auf keinen einzigen Ligaeinsatz und wechselte zur Rückrunde zum Ligakonkurrenten Veria FC. Hier kam er auf neun Einsätze, bei denen er ein Tor erzielte. Veria stieg in die Super League (höchste Griechische Spielklasse) auf, Olisadebe bekam jedoch keinen neuen Vertrag und war zunächst vereinslos. Im Januar 2012 erklärte er daraufhin seine Karriere für beendet.
Insgesamt spielte Olisadebe 25-mal für die polnische Nationalmannschaft und schoss dabei elf Tore.
Der Regisseur Janusz Zaorski drehte 2002 den Dokumentarfilm Biało-czerwono-czarny, czyli Olisadebe (Weiß-rot-schwarz, also Olisadebe) über sein Leben in Polen. Nach Zaorskis Aussage handelt es sich um einen Film über „Toleranz und Intoleranz in Polen“.
2001 heiratete Olisadebe die damals 19-jährige Warschauerin Beata Smolińska. Er war mit ihr bis 2017 verheiratet und kehrte nach der Scheidung nach Nigeria zurück, wo er seitdem im Immobiliengeschäft tätig ist.

## Erfolge
- Polnischer Meister (2000)
- Polnischer Ligapokalsieger (2000)
- Polnischer Supercupsieger (2000)
- Polens Fußballer des Jahres (2001)
- WM-Teilnahme (2002)
- Griechischer Meister (2004)
- Griechischer Pokalsieger (2004)